# Arlando Teller
Arlando Teller là một chính khách người Mỹ và là thành viên Đảng Dân chủ của Hạ viện Arizona đại diện cho Khu vực 7 kể từ ngày 14 tháng 1 năm 2019. Teller được bầu vào năm 2018 để kế nhiệm Dân biểu Tiểu bang Wenona Benally đã nghỉ hưu.
Teller tốt nghiệp Đại học Hàng không Embry-Riddle năm 1995, và cuối cùng trở thành phó giám đốc Sở Giao thông vận tải Navajo, trước khi ứng cử vào văn phòng công.